# Europavej E20
E20 er en europavej i Irland, Storbritannien, Danmark, Sverige, Estland, og Rusland. Den starter i Shannon i Irland og går gennem Limerick – Dublin – Liverpool – Manchester – Kingston upon Hull … Esbjerg – Odense – København – Malmö – Helsingborg – Halmstad – Göteborg – Örebro – Stockholm … Tallinn – Narva, for at slutte i Sankt Petersborg i Rusland
Vejforbindelsen Esbjerg-Malmö hed E66 indtil 1992. Mellem Esbjerg og Göteborg i Sverige er der nu 640 km motorvej. Strækningen Malmö – Göteborg blev bygget i etaper 1958-1996.

## Historie i Danmark
I Danmark er hovedlandevejene med europavej status E20 mellem Esbjerg – Øresundsbroen, igennem 43 år blevet erstattet af motorvejene: 
| Motorvej E20         |                                   |             |
| Navn                 | Strækning                         | Åbningsår   |
| Esbjergmotorvejen    | Esbjerg S - Kolding V             | 1996 - 1998 |
| Sønderjyske Motorvej | Kolding V - Nr. Stenderup         | 1970 - 1973 |
| Taulovmotorvejen     | Nr. Stenderup - Lillebæltsbroen   | 1970        |
| Lillebæltsbroen      | Lillebæltsbroen                   | 1970        |
| Fynske Motorvej      | Lillebæltsbroen - Storebæltsbroen | 1957 - 1985 |
| Storebæltsbroen      | Storebæltsbroen                   | 1998        |
| Vestmotorvejen       | Storebæltsbroen - Ølby            | 1957 - 1993 |
| Køge Bugt Motorvejen | Ølby - Avedøre                    | 1969 - 1980 |
| Amagermotorvejen     | Avedøre - Kalveboderne            | 1983 - 1987 |
| Øresundsmotorvejen   | Kalveboderne - Øresundsbroen      | 1997 - 2000 |
| Øresundsbroen        | Øresundsbroen                     | 2000        |

Foruden at være en vigtig forbindelsesvej mellem øst- og vestdanmark, forbinder den også, via E45 / E55, Sverige med Tyskland.
| Navn                 | Strækning                    | Antal spor* | Udvidelse færdig | Planlagt udvidelse |
| -------------------- | ---------------------------- | ----------- | ---------------- | ------------------ |
| Esbjergmotorvejen    | Esbjerg - MVK Kolding V      | 4           | -                | -                  |
| Sønderjyske Motorvej | MVK Kolding V - MVK Kolding  | 6           | 2028             | -                  |
| Taulovmotorvejen     | MVK Kolding - MVK Fredericia | 4           | -                | -                  |
| Taulovmotorvejen     | MVK Fredericia - Middelfart  | 6           | -                | -                  |
| Fynske Motorvej      | Middelfart - Nørre Aaby      | 6           | 2014             | -                  |
| Fynske Motorvej      | Nørre Aaby - Odense V        | 6           | 2023             | -                  |
| Fynske Motorvej      | Odense V - MVK Odense        | 6           | 2030             | -                  |
| Fynske Motorvej      | MVK Odense - Knudshoved      | 4           | -                | -                  |
| Storebæltsbroerne    | Knudshoved - Halsskov        | 4           | -                | -                  |
| Vestmotorvejen       | Halsskov - MVK Køge V        | 4           | -                | -                  |
| Køge Bugt Motorvejen | MVK Køge V - Solrød S        | 8           | 2017             | -                  |
| Køge Bugt Motorvejen | Solrød S - Greve S           | 8           | 2015             |                    |
| Køge Bugt Motorvejen | Greve S - MVK Ishøj          | 8           | 2008             | -                  |
| Køge Bugt Motorvejen | MVK Ishøj - Vallensbæk S     | 6           | -                | -                  |
| Køge Bugt Motorvejen | Vallensbæk S - MVK Avedøre   | 6           | 2003             |                    |
| Amagermotorvejen     | MVK Avedøre - Avedøre Holme  | 6**         | -                | -                  |
| Amagermotorvejen     | Avedøre Holme - København C  | 8           | 2032             | -                  |
| Øresundsmotorvejen   | København C - Tårnby         | 8           | 2029             | -                  |
| Øresundsmotorvejen   | Tårnby - Lufthavn V          | 6           | 2029             | -                  |
| Øresundsmotorvejen   | Lufthavn V - Øresundsbroen   | 4           | -                | -                  |

MVK = Motorvejskryds
* Parallelbaner og flettestrækninger er ikke inkluderet
** Udbygges med parallelbaner med 2 spor i hver retning